# Dorothea Kreß
Dorothea Kreß z domu Seck (ur. 26 sierpnia 1924 w Pöide, zm. 25 października 2018 w Itzehoe) – niemiecka lekkoatletka, specjalistka pchnięcia kulą. W czasie swojej kariery reprezentowała Republikę Federalną Niemiec.
Wystąpiła w pchnięciu kulą na igrzyskach olimpijskich w 1952 w Helsinkach, zajmując 11. miejsce w finale.
Była mistrzynią RFN w pchnięciu kulą w 1950, wicemistrzynią w 1951 i brązową medalistką w 1952.
Jej rekord życiowy w tej konkurencji wynosił 13,26 m (uzyskany 29 czerwca 1952 w Berlinie).